# Xénon 135
table
Le xénon 135, noté 135Xe, est l'isotope du xénon dont le nombre de masse est égal à 135 : son noyau atomique compte 54 protons et 81 neutrons avec un spin 3/2+ pour une masse atomique de 134,907 23 g/mol. Il est caractérisé par un excès de masse de −86 413 ± 4 keV et une énergie de liaison nucléaire par nucléon de 8 398,5 keV. C'est un radioisotope synthétique d'une importance déterminante dans l'opération de réacteur à fission nucléaire. 135Xe possède une section efficace élevée pour les neutrons thermiques, à 2,65 × 106 barns, et agit donc comme « poison à neutrons »  pouvant ralentir ou stopper la réaction en chaîne, phénomène connu sous le nom d'« empoisonnement au xénon ».
Cet effet a été découvert dans les tout premiers réacteurs nucléaires construits par le projet Manhattan pour produire du plutonium. Les ingénieurs qui avaient dimensionné le réacteur avaient néanmoins prévu de la marge pour augmenter sa réactivité (nombre de neutrons par fission qui eux-mêmes induisent la fission d'autres atomes du combustible nucléaire).
L'empoisonnement du réacteur par le 135Xe joua un rôle important dans la catastrophe de Tchernobyl.